# 弗里利夏
弗里利夏（希臘語：Βριλήσσια）是希腊阿提卡大區北雅典专区的市镇，位于雅典都会区的东北部，彭代利山的西南山麓。市镇面积为3.856平方公里，2021年人口数量为32,417人。

## 人口数据
| 年份 | 人口数量 |
| ---- | -------- |
| 1981 | 7,587    |
| 1991 | 16,571   |
| 2001 | 25,582   |
| 2011 | 30,741   |
| 2021 | 32,417   |

数据来源: ESYE （页面存档备份，存于）, Vrilissia Municipality （页面存档备份，存于）